# 福原広世
福原 広世（ふくばら ひろよ）は、南北朝時代の武将。安芸国の国人、福原氏当主。

## 生涯
毛利元春の5男として生まれた。広世は備後の国人で、同じく大江広元を家祖とする長井氏の当主・長井貞広の養子となっていたが、養父貞広は九州探題今川了俊に従って九州を転戦中の南朝：天授元年/北朝：永和元年（1375年）に筑後で討死。そのため広世が長井氏の家督を相続して、当主となった。
父元春は南朝：弘和元年/北朝：永徳元年（1381年）に所領を兄の毛利広房に譲り、隠居したと推測される。長井氏当主となっていた長井広世にも安芸福原村等を与えられた。この後、広世は拠点を福原に移し、鈴尾城を構えて居城とした。
応永6年（1399年）の大内義弘の反乱（応永の乱）で、義弘が堺で討死の後、周防・長門両国を守っていた大内盛見を討伐させるべく、3代将軍足利義満は西国の国人に支援を要請した。この時、足利義満は広世を毛利氏の総領家として認めて、大内攻撃に従事させた。また、今川了俊の覚えもめでたかったため、安芸三入庄も与えられるに至った。
しかし広世は、甥の毛利光房が成長すると総領家を返上して、その補佐に務めた。応永21年（1414年）、嫡男朝広に所領を譲った。応永25年（1418年）、毛利光房の子小法師丸を援助し誓文を受けた。
没年は不詳。